# Leo Marjane
Léo Marjane (Thérèse Gendebien, baronesa Charles de Ladoucette; Boulogne-sur-Mer, 27 de agosto de 1912-Barbizon, 18 de diciembre de 2016) fue una cantante francesa.

## Biografía
Léo Marjane debutó en el cabaret Le Shéhérazade triunfando con su voz de contralto, siendo orientada luego hacia el jazz y la canción dramática a la manera de Damia, Lucienne Boyer, Lucienne Delyle, Rina Ketty, Rose Avril, Édith Piaf, etc.
Conoció el éxito en década de los 30 con la canción "La chapelle au clair de lune" y en la llamada Drôle de guerre pero fue durante la ocupación alemana de Francia cuando fue importante figura de la canción especialmente en el cabaret L'Écrin y con la canción Seule ce soir.
Popularizó la versión francesa ("L'arc en ciel") de Over the Rainbow y después de la Liberación cayó en desgracia siendo inútiles sus intentos de retomar su carrera pese a haber sido exonerada de cargos.
Se casó con el barón de Ladoucette y se retiró a mitad de la década de los 50 para dedicarse a la crianza de caballos en Barbizon.
Fue inspiración para cantantes como Juliette Gréco y Jacqueline Francois.

## Canciones más famosas
- 1936: C'est la barque du rêve
- 1937: La chapelle au clair de lune
- 1940: Mon ange
- 1941: Seule ce soir
- L'arc en ciel ( Somewhere over the Rainbow)
- Vous qui passez sans me voir

## Discografía
- 2004 : Léo Marjane, Seule ce soir, SOL 660
- 24 chansons de 1937 à 1955, Pathé-Marconi, série PUNCH:2C178-14950